# Гробы повапленные
Гробы́ пова́пленные (от старославянского «повапить», покрасить) — церковно-славянский перевод библейского выражения «покрашенные гробы», которое в Евангелии от Матфея (Мф. 23:27) Христос использует для характеризации книжников и фарисеев в значении «лицемеры».
В переносном смысле обозначает что-то по сути ничтожное, но прикрытое внешним блеском.
Этот библеизм был распространён в XIX веке, но к концу XX века вышел из употребления, выражение теперь известно в основном православным верующим людям.

## Происхождение
В иудаизме прикосновение к мёртвому телу или гробу оскверняет прикоснувшегося. Гробницы белились гашёной известью, чтобы быть хорошо заметными и предотвратить случайный контакт. Во многих европейских языках выражение более чётко отсылает к белому цвету (англ. whitewashed tombs, фр. sépulcre blanchi).

## В культуре
Помимо очевидного полемического употребления выражения, которое встречается (иногда в форме «выкрашенные гробы»), у широкого круга авторов от Лермонтова до Ленина, отрицательные ассоциации, связанные с прилагательным повапленный (которое, кроме этого словосочетания, нигде более в русском языке не употребляется), позволяют использовать его как неодобрительный синоним слова «раскрашенный». Так, Мандельштам в стихотворении «Где ночь бросает якоря…», даёт отрицательную оценку Октябрьской революции, употребляя слово «гробы» в прямом значении:

Для вас потомства нет — увы! —

Бесполая владеет вами злоба,

Бездетными сойдёте вы

В свои повапленные гробы…

Н.А. Бестужев в отзыве на первую главу "Евгения Онегина" А.С. Пушкина писал:
"Да и что в прозаическом нашем быту на безлюдье сильных характеров может разбудить душу? что заставит себя почувствовать? Наша жизнь — бестенная китайская живопись; наш свет — гроб повапленный" [Б. С. Мейлах. Декабристы и Пушкин. с.144].